# Čestné uznání prezidenta Ruské federace
Čestné uznání prezidenta Ruské federace (rusky Почётная грамота Президента Российской Федерации) je osvědčení prezidenta Ruské federace udílené za zásluhy při obraně vlasti a zajištění bezpečnosti státu, za posílení právního státu, za ochranu zdraví a životů, za ochranu práv a svobod občanů, za budování státu a ekonomiky, za vědu, kulturu, umění, vzdělávání, sport, charitativní činnost a další služby.

## Historie a pravidla udílení
Ocenění bylo založeno dekretem prezidenta Ruské federace č. 487 O čestném uznání prezidenta Ruské federace ze dne 11. dubna 2008. Status vyznamenání byl poprvé změněn 12. ledna 2010 prezidentským dekretem č. 59 a znovu 14. ledna 2011 prezidentským dekretem č. 38.
Diplom je udílen státníkům, předním osobnostem v oblasti vědy, kultury, umění, školství a sportu, politikům a významným osobnostem z podnikatelských kruhů a dalším občanům Ruské federace, kteří významně přispěli k realizaci státní politiky Ruské federace.
Diplom předává ve slavnostní atmosféře prezident Ruské federace nebo jeho jménem jiná pověřená osoba.

## Popis odznaku a certifikátu
Odznak je vyroben ze stříbra a je pozlacen. Jeho průměr je 20 mm. Na přední straně je na červeně smaltovaném pozadí státní znak Ruské federace. Odznak je lemován vavřínovým věncem. Na zadní straně je čep k připnutí k oděvu.
Certifikát má obdélný tvar a je ohraničen národními barvami Ruska, tedy bílou, modrou a červenou. Nahoře uprostřed je státní znak Ruska a bezprostředně pod ním nápis v ruštině Почётная грамота Президента Российской Федерации. Dále následuje jméno příjemce a citace ocenění.